# Cantón de Nonancourt
El cantón de Nonancourt era una división administrativa francesa, que estaba situada en el departamento de Eure y la región de Alta Normandía.

## Composición
El cantón estaba formado por catorce comunas:
- Acon
- Breux-sur-Avre
- Courdemanche
- Droisy
- Illiers-l'Évêque
- La Madeleine-de-Nonancourt
- Louye
- Marcilly-la-Campagne
- Mesnil-sur-l'Estrée
- Moisville
- Muzy
- Nonancourt
- Saint-Georges-Motel
- Saint-Germain-sur-Avre

## Supresión del cantón de Nonancourt
En aplicación del Decreto nº 2014-241 de 25 de febrero de 2014, el cantón de Nonancourt fue suprimido el 22 de marzo de 2015 y sus 14 comunas pasaron a formar parte; diez del nuevo cantón de Verneuil-sur-Avre y cuatro del nuevo cantón de Saint-André-de-l'Eure.